# 埔鹽 (大字)
埔鹽，是臺灣彰化縣埔鹽鄉的一個傳統地域名稱，也是該鄉行政中心所在地，位於全鄉中部偏東。相較於今日行政區，其範圍大致包括埔鹽村、埔南村。

## 歷史
台灣清治末期至日治初期，埔鹽地區為一街庄，稱為「埔鹽庄」，隸屬於馬芝堡。該庄西北及北與瓦磘庄為鄰，東北及東與廍仔庄為鄰，南邊為崙仔腳庄，西南邊為南勢埔庄。
1901年（日治明治三十四年）11月，該庄隸屬於彰化廳。1909年（明治四十二年）10月，改隸屬於臺中廳。1920年（大正九年），該庄改制為「埔鹽」大字，隸屬於臺中州員林郡埔鹽庄。
戰後埔鹽庄改制為埔鹽鄉，隸屬於彰化縣，大字亦改制為村。

## 交通
省道台19線（彰水路二段～一段）又稱「中央公路」，為彰化至台南永康的幹道，大致以北北東－南南西走向轉縱向經過埔鹽地區中部偏東地帶，往北可前往秀水、彰化，往南可前往溪湖、土庫、北港等地。
縣道135號（員鹿路一段）是和美至溪湖的道路，大致以北北西－南南東走向經過本地區西南部邊界地帶，往北轉東北可前往鹿港、頂番婆、和美，往南可前往溪湖。

## 學校
- 埔鹽國中
- 埔鹽國小